# Oligonicella punctulata
Oligonicella punctulata es una especie de mantis de la familia Thespidae.

## Distribución geográfica
Se encuentra en Costa Rica y México.